# 2908 Shimoyama
2908 Shimoyama este un asteroid din centura principală, descoperit pe 18 noiembrie 1981 de Toshimasa Furuta.